# 1642 Hill
För andra betydelser, se Hill.
1642 Hill eller 1951 RU är en asteroid i huvudbältet, som upptäcktes 4 september 1951 av den tyske astronomen Karl Wilhelm Reinmuth i Heidelberg. Den har fått sitt namn efter den amerikanske astronomen George William Hill.
Asteroiden har en diameter på ungefär 16 kilometer.